# Geest (Den Haag)
De Geest is een straat in het centrum van Den Haag in de wijk Kortenbos. Hij begint bij de Torenstraat en gaat over in het Slijkeinde. Die laatste heet zo omdat dat deel van de straat onverhard bleef, toen de Geest werd bestraat. De naam 'Geest' betekent hooggelegen zandgrond. De Geest en het Slijkeinde vormden van oorsprong een ringweg rond een oude boerennederzetting in dit gebied, die tot het oudste begin van de stad Den Haag gerekend wordt. In de Geest bevindt zich de ingang van de monumentale Torengarage, een rijksmonument uit 1930. Dit is het oudste meerlaagse garagegebouw van Nederland. In deze kleine straat zijn verder een aantal kleine winkels en woningen gevestigd.